# مارسيلو بيرالتا
مارسيلو بيرالتا (بالإسبانية: Marcelo Peralta)‏ (و. 1961 – 2020 م) هو عازف جاز، وملحن، وعازف بيانو، وعازف ساكسفون أرجنتيني، ولد في بوينس آيرس، يستخدم آلات ساكسفون، وبيانو، توفي في مدريد، عن عمر يناهز 59 عاماً، بسبب المرض التنفسي الحاد المرتبط بفيروس كورونا المستجد 2019.